# Michelea pillsburyi
Michelea pillsburyi is een tienpotigensoort uit de familie van de Micheleidae. De wetenschappelijke naam van de soort is voor het eerst geldig gepubliceerd in 1991 door Kensley & Heard.